# Ghiacciaio Snedeker
Il ghiacciaio Snedeker (in inglese Snedeker Glacier) è un ghiacciaio sulla costa di Knox, nella parte occidentale della Terra di Wilkes, in Antartide. Il ghiacciaio fluisce verso nord fino a giungere sulla costa antartica circa 17 km a ovest dell'isola Merritt.

## Storia
Il ghiacciaio Snedeker è stato mappato per la prima volta nel 1955 da G.D. Blodgett grazie a fotografie aeree scattate durante l'operazione Highjump, 1946-1947, ed è stato in seguito così battezzato dal Comitato consultivo dei nomi antartici in onore di Robert H. Snedeker, una analista fotografico facente parte della Operazione Windmill, 1947-48, che diede supporto nell'installazione di stazioni di controllo astronomico lungo la costa della Regina Maria, la costa di Knox e la costa di Budd.